# 조 앤 해리스

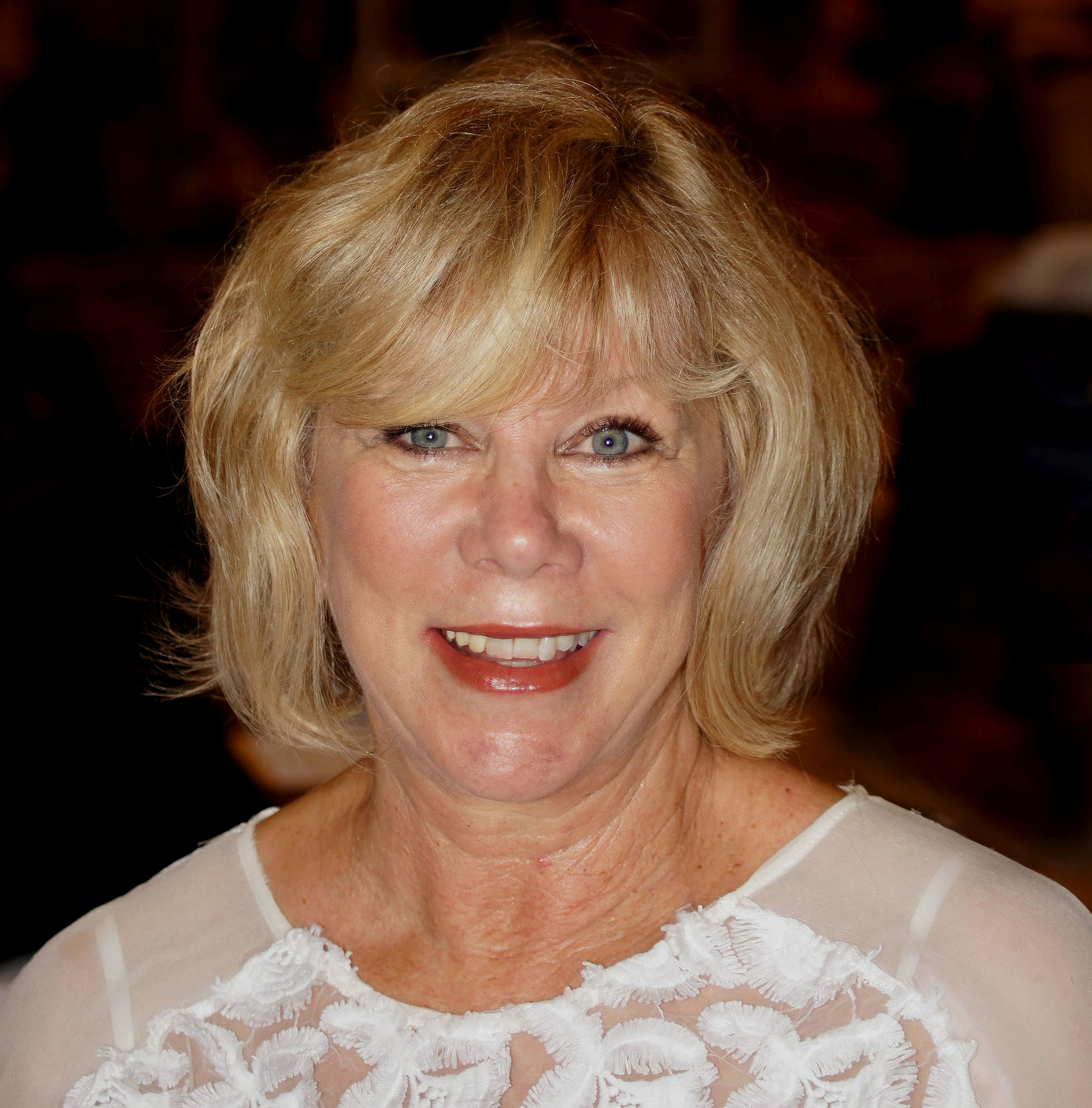

조 앤 해리스(Jo Ann Harris, 1949년 5월 27일 ~ )는 미국의 배우, 텔레비전 배우, 성우, 영화배우이다.
로스앤젤레스에서 태어났다.

## 방송
- 트레이시 울만의 스테이트 오브 더 유니온 시즌3
- 트레이시 울만의 스테이트 오브 더 유니온 시즌2
- 트레이시 울만의 스테이트 오브 더 유니온 시즌1

## 영화
- 케이지드 피어 (1992년)
- 뉴스보이 (1992년)
- 심슨 가족 (1989년)
- 올리버와 친구들 (1988년)
- 제너두 (1980년)
- 비욘드 데스 도어 (1979년)
- 야망의 계절 (1976년)
- 암살단 (1974년)
- 명탐정 바나비 존즈 (1973년)
- 샌프란시스코 수사반 (1972년)
- 매혹당한 사람들 (1971년)
- 닥터 게논 (1969년)
- FBI (1965년)
- 디즈니랜드 (1954년)